# Mistrzostwa Świata w Lekkoatletyce 2011 – skok wzwyż kobiet
Skok o tyczce kobiet – jedna z konkurencji rozgrywanych podczas lekkoatletycznych mistrzostw świata na Daegu Stadium w Daegu. 
Obrończynią tytułu mistrzowskiego z 2009 roku była Chorwatka Blanka Vlašić, która zdecydowała się na występ w Daegu mimo urazu. Ustalone przez IAAF minima kwalifikacyjne do mistrzostw wynosiły 1,95 (minimum A) oraz 1,92 (minimum B). W zawodach nie wzięła udziału Niemka Ariane Friedrich, która podczas poprzednich mistrzostw zdobyła brązowy medal – powodem absencji była kontuzja.

## Terminarz
| Data       | Godzina |            |
| ---------- | ------- | ---------- |
| 1 września | 10:45   | Eliminacje |
| 3 września | 19:30   | Finał      |

## Rekordy
Tabela prezentuje rekord świata, rekordy poszczególnych kontynentów, mistrzostw świata, a także najlepszy rezultat na świecie w sezonie 2011 przed rozpoczęciem mistrzostw.
|                                                | Zawodniczka        | Wynik | Miejsce    | Data                  |
| ---------------------------------------------- | ------------------ | ----- | ---------- | --------------------- |
| Rekord świata                                  | Stefka Kostadinowa | 2,09  | Rzym       | 30 sierpnia 1987(dts) |
| Listy światowe                                 | Anna Cziczerowa    | 2,07  | Czeboksary | 22 lipca 2011(dts)    |
| Rekord mistrzostw świata                       | Stefka Kostadinowa | 2,09  | Rzym       | 30 sierpnia 1987(dts) |
| Rekord Afryki                                  | Hestrie Cloete     | 2,06  | Paryż      | 31 sierpnia 2003(dts) |
| Rekord Azji                                    | Marina Aitowa      | 1,99  | Ateny      | 13 lipca 2009(dts)    |
| Rekord Ameryki Północnej, Środkowej i Karaibów | Chaunté Howard     | 2,05  | Des Moines | 26 czerwca 2010(dts)  |
| Rekord Ameryki Południowej                     | Solange Witteveen  | 1,96  | Oristano   | 8 września 1997(dts)  |
| Rekord Europy                                  | Stefka Kostadinowa | 2,09  | Rzym       | 30 sierpnia 1987(dts) |
| Rekord Australii i Oceanii                     | Vanessa Ward       | 1,98  | Perth      | 12 lutego 1989(dts)   |
| Rekord Australii i Oceanii                     | Alison Inverarity  | 1,98  | Ingolstadt | 17 lipca 1994(dts)    |

## Rezultaty

### Eliminacje
| Poz. | Grupa | Zawodniczka             | Reprezentacja     | 1.75 | 1.80 | 1.85 | 1.89 | 1.92 | 1.95 | Rezultat | Uwagi |
| ---- | ----- | ----------------------- | ----------------- | ---- | ---- | ---- | ---- | ---- | ---- | -------- | ----- |
| 1    | B     | Brigetta Barrett        | Stany Zjednoczone | o    | o    | o    | o    | o    | o    | 1.95     | Q     |
| 1    | A     | Anna Cziczerowa         | Rosja             | –    | –    | o    | o    | o    | o    | 1.95     | Q     |
| 1    | B     | Antonietta Di Martino   | Włochy            | –    | o    | o    | o    | o    | o    | 1.95     | Q     |
| 1    | B     | Blanka Vlašić           | Chorwacja         | –    | –    | o    | o    | o    | o    | 1.95     | Q     |
| 5    | A     | Emma Green Tregaro      | Szwecja           | –    | –    | o    | o    | o    | xo   | 1.95     | Q, SB |
| 5    | A     | Swietłana Szkolina      | Rosja             | –    | –    | o    | o    | o    | xo   | 1.95     | Q     |
| 7    | B     | Doreen Amata            | Nigeria           | –    | –    | o    | o    | xxo  | xo   | 1.95     | Q, NR |
| 7    | A     | Deirdre Ryan            | Irlandia          | –    | o    | o    | o    | xxo  | xo   | 1.95     | Q, NR |
| 9    | B     | Svetlana Radzivil       | Uzbekistan        | –    | o    | o    | o    | o    | xxo  | 1.95     | Q, SB |
| 9    | B     | Jelena Slesarienko      | Rosja             | –    | o    | o    | o    | o    | xxo  | 1.95     | Q     |
| 9    | B     | Zheng Xingjuan          | Chiny             | –    | o    | o    | o    | o    | xxo  | 1.95     | Q, PB |
| 12   | A     | Anna Iljuštšenko        | Estonia           | –    | xo   | o    | xo   | xo   | xxo  | 1.95     | Q     |
| 13   | A     | Levern Spencer          | Saint Lucia       | –    | o    | o    | o    | o    | xxx  | 1.92     |       |
| 14   | B     | Esthera Petre           | Rumunia           | o    | o    | o    | xo   | o    | xxx  | 1.92     |       |
| 15   | A     | Melanie Melfort         | Francja           | –    | o    | xo   | xo   | o    | xxx  | 1.92     |       |
| 16   | A     | Ruth Beitia             | Hiszpania         | –    | o    | o    | o    | xo   | xxx  | 1.92     |       |
| 17   | B     | Ebba Jungmark           | Szwecja           | –    | o    | o    | xo   | xo   | xxx  | 1.92     |       |
| 18   | A     | Wiktorija Stiopina      | Ukraina           | o    | o    | o    | o    | xxo  | xxx  | 1.92     |       |
| 19   | B     | Marina Aitowa           | Kazachstan        | –    | o    | o    | o    | xxx  |      | 1.89     |       |
| 19   | B     | Oksana Okuniewa         | Ukraina           | –    | o    | o    | o    | xxx  |      | 1.89     |       |
| 21   | A     | Wenelina Wenewa-Mateewa | Bułgaria          | –    | o    | xo   | o    | xxx  |      | 1.89     |       |
| 22   | B     | Wanida Boonwan          | Tajlandia         | o    | o    | o    | xxx  |      |      | 1.85     |       |
| 23   | A     | Tonje Angelse           | Norwegia          | o    | xo   | o    | xxx  |      |      | 1.85     |       |
| 24   | B     | Danielle Frenkel        | Izrael            | o    | xxo  | o    | xxx  |      |      | 1.85     |       |
| 25   | A     | Raffaella Lamera        | Włochy            | –    | o    | xxo  | xxx  |      |      | 1.85     |       |
| 25   | A     | Marielys Rojas          | Wenezuela         | o    | o    | xxo  | xxx  |      |      | 1.85     | SB    |
| 27   | A     | Inika Mcpherson         | Stany Zjednoczone | o    | o    | xxx  |      |      |      | 1.80     |       |
| 28   | B     | Marija Vuković          | Czarnogóra        | o    | xo   | xxx  |      |      |      | 1.80     |       |
| 29   | A     | Han Da-rye              | Korea Południowa  | xo   | xxx  |      |      |      |      | 1.75     |       |

### Finał
| Poz.   | Zawodnik              | Narodowość        | 1.89 | 1.93 | 1.97 | 2.00 | 2.03 | 2.05 | Rezultat | Uwagi                     |
| ------ | --------------------- | ----------------- | ---- | ---- | ---- | ---- | ---- | ---- | -------- | ------------------------- |
| Złoto  | Anna Cziczerowa       | Rosja             | o    | o    | o    | o    | o    | xxx  | 2,03     |                           |
| Srebro | Blanka Vlašić         | Chorwacja         | o    | o    | o    | xo   | xo   | xxx  | 2,03     | Najlepszy wynik w sezonie |
| Brąz   | Antonietta Di Martino | Włochy            | o    | o    | o    | xxo  | xxx  |      | 2,00     |                           |
| 4      | Jelena Slesarienko    | Rosja             | o    | xo   | o    | xxx  |      |      | 1,97     | Najlepszy wynik w sezonie |
| 5      | Swietłana Szkolina    | Rosja             | o    | o    | xxo  | xxx  |      |      | 1,97     |                           |
| 6      | Zheng Xingjuan        | Chiny             | xo   | o    | xxx  |      |      |      | 1,93     |                           |
| 6      | Deirdre Ryan          | Irlandia          | xo   | o    | xxx  |      |      |      | 1,93     |                           |
| 8      | Svetlana Radzivil     | Uzbekistan        | xo   | xo   | xx   |      |      |      | 1,93     |                           |
| 8      | Doreen Amata          | Nigeria           | xo   | xo   | xxx  |      |      |      | 1,93     |                           |
| 10     | Brigetta Barrett      | Stany Zjednoczone | o    | xxo  | xxx  |      |      |      | 1,93     |                           |
| 11     | Emma Green Tregaro    | Szwecja           | o    | xxx  |      |      |      |      | 1,89     |                           |
| 12     | Anna Iljuštšenko      | Estonia           | xo   | xxx  |      |      |      |      | 1,89     |                           |